# American Blimp Corporation

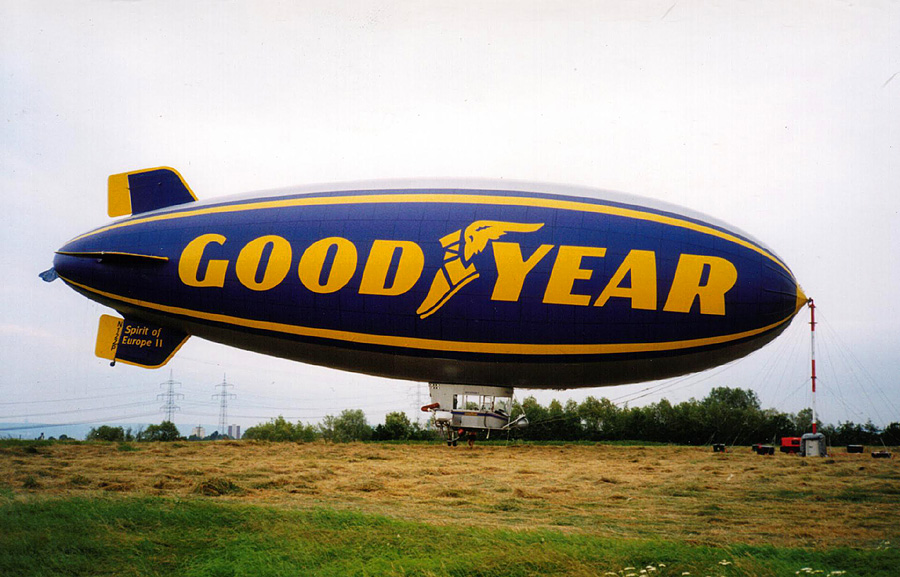
Die „Spirit of Europe II“ wurde von ABC gebaut

Die American Blimp Corporation (ABC) stellt Prallluftschiffe vorwiegend für Luftwerbung her. Die Firma wurde 1987 gegründet. Der Firmensitz ist im US-amerikanischen Hillsboro, Oregon. Viele der zivilen Modelle werden von der The Lightship Group (TLG) betrieben. Militärische Versionen der Luftschiffe tragen die Bezeichnungen „SpectorTM“ und MZ-3A.

## Modell A-60+

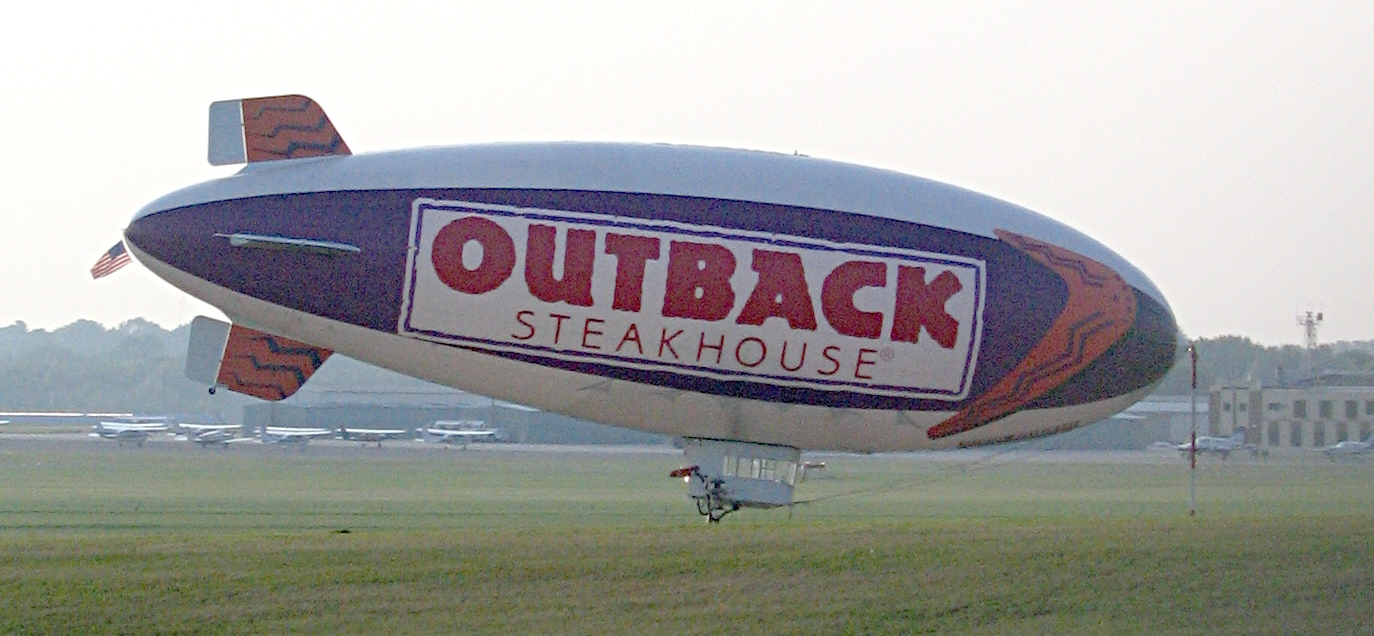
Eines der MetLife-Luftschiffe vom Typ A-60+

Das A-60+ ist ein kleines Werbeluftschiff. Der Erstflug fand 1989 statt. Inklusive Prototyp wurden bis 2003 18 Luftschiffe dieses Typs gebaut. Am 3. Februar 1999 erhielt dieser Typ auch die Zulassung vom deutschen Luftfahrt-Bundesamt für Sicht- und Instrumentenflug (VFR und IFR) mit einem Piloten. Einige der Schiffe haben bereits die 10.000-Betriebsstunden-Marke überschritten
- Volumen: 1900 m³
- Länge: 39 m
- Antrieb: 2× Limbach mit je 66 kW
- Kraftstoffvorrat 261 l
- Flugzeit: bis zu 15 h
- Nutzlast: 230 kg
- Pilot und bis zu vier Passagiere
- Militärische Bezeichnung: SpectorTM 19

### Unfälle
Am Pfingstsonntag, den 12. Juni 2011 verunglückte die „Spirit of Safety I“ – das Luftschiff vom Typs A-60+ mit der Seriennummer 003 – auf dem Flugplatz Reichelsheim bei der Landung und verbrannte. Bei dem Unfall starb der Pilot, die drei Passagiere konnten sich retten.

## Modell A-150
Der Bau und die FAA-Zertifizierung des ersten Schiffs dieses Typs erfolgte 1997, bis 2003 wurden 7 Stück gebaut.
- Volumen: 4200 m³
- Länge: 50 m
- Antrieb: 2× Lycoming IO-360 mit 132 kW (180 PS)
- Kraftstoffvorrat 560 l
- Flugzeit: bis zu 15 h
- Nutzlast: 628 kg
- Pilot und bis zu 9 Passagiere
- Militärische Bezeichnung: SpectorTM 42